# Belleville-sur-Mer

Belleville-sur-Mer este o comună în departamentul Seine-Maritime, Franța. În 1 ianuarie 2018 avea o populație de 1.026 de locuitori.